# Новополье (Криворожский район)
Новополье (укр. Новопілля) — село,
Новопольский сельский совет,
Криворожский район,
Днепропетровская область,
Украина.
Код КОАТУУ — 1221884701. Население по переписи 2001 года составляло 2047 человек.

## История
Основано в 1921 году как село Новоукраинка.
По состоянию на 1946 год село было центром Ново-Украинского сельского совета Криворожского района, в который входили: посёлок Александровка, хутора Вольный Посад, Зёленый Луг, Златополь, Новомайское, Новосёловка, Чапаевка, Червоные Поды, посёлок железнодорожного разъезда Коломийцево, Лесопитомник.
В 1964 году переименовано в Новополье.

## Характеристика
Является административным центром Новопольского сельского совета, в который, кроме того, входят сёла
Златополь,
Золотая Поляна,
Днепровка,
Коломийцево,
Новомайское,
Степовое,
Червоные Поды и посёлок
Лесопитомник.

### Географическое положение
Село Новополье примыкает к селу Коломийцево,
на расстоянии в 2 км от окраин города Кривой Рог.
По селу протекает пересыхающий ручей с запрудой.
Рядом проходят автомобильные дороги Н-11 и Т-0434,
а также железная дорога, станция Кривой Рог-Сортировочный.

### Экономика
- «Криворожский», шелкосовхоз, ГП.
- Криворожский тепличный комбинат, ОАО.
- «Пектораль», ЧП.

### Объекты социальной сферы
- Школа.
- Детский сад.
- Фельдшерско-акушерский пункт.
- Дом культуры.

### Достопримечательности
- Братская могила советских воинов.

### Религия
- Храм Лаврентия Черниговского.